# Salvatore Camporeale
Salvatore Camporeale (Barletta, 20 agosto 1962) è un generale italiano dell'Esercito, specialità Cavalleria Carristi. Dal 5 aprile 2024 è sottocapo di stato maggiore dell'Esercito.
Nella sua carriera è stato Comandante di unità carri dell'Esercito dal livello plotone a brigata, Assistente Militare e Aiutante di Campo del Presidente della Repubblica Italiana, Comandante dell'Accademia Militare, Vicecomandante della Missione NATO Resolute Support in Afghanistan e Comandante del Comando per la Formazione, Specializzazione e Dottrina dell'Esercito (COMFORDOT). Dal 21 aprile 2022 al 11 maggio 2023 è stato il Comandante del Comando delle Forze Operative Nord (COMFOP Nord). Dal 6 luglio 2023 al 4 aprile 2024 è il Comandante delle Forze Operative Terrestri (COMFOTER).

## Biografia

### Formazione
Il Generale Salvatore Camporeale è nato il 20 agosto 1962 a Barletta e ha trascorso l’infanzia e l’adolescenza a Margherita di Savoia (all epoca in provincia di Foggia) dove, nel 1980, ha conseguito la maturità scientifica.
Proviene dal 162º corso “Onore” dell’Accademia Militare di Modena e ha frequentato diversi corsi accademici e universitari, tra cui il 119º Corso di Stato Maggiore e Superiore di Stato Maggiore e il 3º Corso Istituto Superiore di Stato Maggiore Interforze (ISSMI). Ha conseguito la laurea e il master di 2º livello in Scienze Strategiche presso l’Università degli Studi di Torino, la laurea con lode in Scienze Internazionali e Diplomatiche all’Università degli studi di Trieste e il master con lode in "Comunicazione Istituzionale" all’Università di Tor Vergata a Roma. Nel 2014 ha inoltre frequentato il Royal College of Defense Studies (RCDS) Archiviato l'11 marzo 2022 in Internet Archive.  a Londra.

### Carriera militare
Nel corso della sua carriera ha ricoperto numerosi incarichi di comando e di staff. Tra il 1985 e il 1988, con il grado di Tenente, ha prestato servizio come Comandante di plotone e di compagnia presso il 1º Battaglione Carri "M.O. Cracco" di Bellinzago Novarese. Nel 1989, promosso Capitano, è stato trasferito all'11º Battaglione Carri "M.O. Calzecchi" di Ozzano dell'Emilia, dove ha assolto gli incarichi di Comandante di compagnia e Capo Sezione Operazioni, Addestramento e Informazioni.
Dal 1991 al 1997 ha svolto l’incarico di Comandante di compagnia allievi ufficiali e Ufficiale addetto alla Sezione Studi presso l'Accademia militare di Modena. Nel biennio successivo è stato Tutor per il 4º corso Istituto Superiore di Stato Maggiore Interforze e, successivamente, ha assunto l’incarico di Addetto alla sezione di Stato Maggiore dell’Ufficio del Sottocapo di Stato Maggiore della Difesa, a Roma.
Nel 1999, con il grado di Tenente Colonnello, ha comandato l'11º Battaglione carri "M.O. Calzecchi".
Tra il 2000 e il 2004 ha prestato servizio presso i Comandi di Vertice dell'Esercito e della Difesa: in particolare, dal 2000 al 2001, è stato Capo Sezione Coordinamento e Studi dell’Ufficio del Sottocapo di Stato Maggiore della Difesa, e dal 2001 al 2004 Capo della Sezione Cerimoniale e Relazioni Esterne dello Stato Maggiore dell’Esercito.
Promosso Colonnello nel 2004, è stato nominato prima Comandante del 235º Reggimento Addestramento Volontari di Ascoli Piceno e poi, dal 2005 al 2009, Assistente Militare e Aiutante di Campo del Presidente della Repubblica Italiana.
Nella seconda metà del 2009 ha partecipato alla missione International Security Assistance Force (ISAF) quale ACOS-OPS del Regional Command Capital in Kabul. Rientrato in Patria, è stato promosso Generale di Brigata e ha assunto l’incarico di Comandante della 132ª Brigata corazzata "Ariete", con sede a Pordenone.
Negli anni successivi, dal 2011 al 2013, ha prestato nuovamente servizio allo Stato Maggiore dell'Esercito, quale Vicecapo del V Reparto Affari Generali.
Promosso Generale di Divisione nel luglio 2014, è stato, fino al 2017, Comandante dell'Accademia Militare di Modena e, da agosto 2017 a ottobre 2018, è stato Vicecomandante del Comando Militare della Capitale.
Il 10 novembre 2018, con il grado di Generale di Corpo d’Armata, è stato nominato Vicecomandante (Deputy Commander - DCOM Archiviato il 28 marzo 2019 in Internet Archive.) della missione NATO Resolute Support (RS) in Afghanistan, in sostituzione del Tenente Generale (UK) Richard J. Cripwell. Tale incarico, con mandato annuale, è stato poi ceduto, in data 4 novembre 2019, al Tenente Generale Giles Hill.
Dal 15 novembre 2019 al 7 aprile 2022, è stato il Comandante del Comando per la Formazione, Specializzazione e Dottrina dell'Esercito (COMFORDOT).
Dal 21 aprile 2022 al 11 maggio 2023 è stato il Comandante del Comando delle Forze Operative Nord (COMFOP Nord).
Dal 12 maggio al 5 Luglio 2023 è stato Vice Comandante delle Forze Operative Terrestri e del Comando Operativo dell'Esercito ( COMFOTER COE).
Dal 6 luglio 2023 al 4 aprile 2024 è il Comandante delle Forze Operative Terrestri (COMFOTER) nonché Comandante militare della Capitale.
Dal 5 aprile 2024 ricopre l'incarico di sottocapo di stato maggiore dell'Esercito.